# Giles Foden
Giles William Thomas Foden (Warwickshire, 11 gennaio 1967) è uno scrittore britannico.

## Biografia
Nato nel 1967 nel Warwickshire, nel 1972 si è trasferito con la famiglia in Malawi prima di far ritorno in Inghilterra a 13 anni.
Dopo la laurea in letteratura inglese, ha frequentato un corso di scrittura creativa al St John's College di Cambridge.
Giornalista per il Guardian, il suo romanzo d'esordio The Last King of Scotland ha ricevuto numerosi riconoscimenti ed è stato trasposto in pellicola nel 2006 premiata ai BAFTA.
Insegnante di scrittura creativa alla University of East Anglia, le sue opere non sono state ancora tradotte in italiano.

## Opere principali
- The Last King of Scotland (1998)
- Ladysmith (1999)
- Zanzibar (2002)
- Mimi and Toutou Go Forth (2004)
- Turbulence (2009)
- Freight Dogs (2020)

## Adattamenti cinematografici
- L'ultimo re di Scozia (The Last King of Scotland), regia di Kevin Macdonald (2006)

## Premi e riconoscimenti
- Winifred Holtby Memorial Prize: 1998 vincitore con The Last King of Scotland[8]
- Costa Book Awards: 1998 vincitore nella categoria "Romanzo d'esordio" con The Last King of Scotland[9]
- Somerset Maugham Award: 1999 vincitore con The Last King of Scotland[10]
- Betty Trask Award: 1999 vincitore con The Last King of Scotland[11]